# Rádio Grenal
Rádio Grenal é uma estação de rádio brasileira concessionada em Viamão, porém sediada em Porto Alegre, respectivamente cidade e capital do Rio Grande do Sul. Pertence à Rede Pampa de Comunicação e opera na frequência 95,9 MHz. É voltada 24 horas por dia para o universo do futebol, especialmente da dupla Grenal, com debates, jornadas esportivas e notícias. Conta com uma retransmissora em Osório (concessionada em Cidreira), na frequência FM 88,9 MHz.

## História
Suas transmissões no atual formato começaram em 2011 sob o nome Rádio O Sul, substituindo a noticiosa Rádio Jornal O Sul. A Rádio Grenal apresenta notícias e jornadas esportivas. Na meia-noite do dia 16 de março de 2012, sexta-feira, a rádio alterou sua denominação para Rádio Grenal e na quarta seguinte, no dia 21 de março de 2012, às 20 horas (depois da Voz do Brasil), durante uma jornada esportiva, estreou em ondas FM, em 101,9 MHz, no lugar da Princesa.

### Inauguração oficial
A Rede Pampa organizou o evento de lançamento da Rádio Grenal no Restaurante Chalé da Praça XV, localizado no centro de Porto Alegre, na noite do dia 28 de maio de 2012, às 19h00. Estiveram presentes no lançamento da rádio o governador do Rio Grande do Sul em exercício, Tarso Genro, os presidentes em exercício à época do Grêmio Foot-Ball Porto Alegrense, Paulo Odone, do Sport Club Internacional, Giovani Luigi, entre outras autoridades importantes ligadas ao futebol do estado. No dia 15 de outubro de 2012, a emissora anuncia a contratação do narrador esportivo Haroldo de Souza, que já teve passagens pelas principais rádios do país como a Itatiaia, Gaúcha, Guaíba e estava na Rádio Bandeirantes Porto Alegre desde 2010, sendo que, um mês antes, a emissora contratou Farid Germano Filho, que estava na TV Record Rio Grande do Sul. Em 1.º de abril de 2013, a nova contratação foi Roberto Pato Moure. Em 24 de agosto de 2014, a emissora anuncia a contratação de Darci Filho, apresentador e e repórter do Rio Grande do Sul. Darci teve passagens pela Gaúcha, SporTV, Rádio Pampa, Band AM 640 e ABC de Novo Hamburgo, sendo esta última a qual Darci trabalhou pela última vez antes da Grenal.